# El Tor (bacteria)
El Tor es una cepa de Vibrio cholerae, la bacteria que causa el cólera en seres humanos. Fue aislada por primera vez en 1905 en la estación de cuarentena El Tor, en el golfo de Suez. Se caracteriza por producir hemolisina soluble. Como la hemolisina de la mayor parte de los vibrios coléricos es insoluble, todas las cepas hemolíticas fueron clasificadas como una especie diferente; sin embargo, las propiedades patógenas de ambos grupos son tan similares que actualmente se clasifican en una sola especie. 
Este tipo de cólera, que ocasiona dicha bacteria, es llamada igualmente como el cólera de El Tor.
- Datos: Q2076733
- Especies: Vibrio cholerae O1 biovar El tor